# Solange Gemayel
Solange Gemayel, née Toutounji en 1949 à Beyrouth, est une femme politique libanaise et la veuve de Bachir Gemayel, fondateur de la milice des Forces libanaises et ancien président de la République libanaise, élu en août 1982. Bachir Gemayel est assassiné le 14 septembre 1982. Elle a été députée au parlement libanais de 2005 à 2009.

## Biographie
Née dans une famille d'origine syrienne,, elle est la mère de trois enfants, Maya (qui meurt à l'âge de 18 mois dans un attentat en 1980), Nadim et Youmna. 
Elle a continuellement adopté une ligne politique anti-syrienne.
En 2005, elle se présente aux élections législatives, les premières depuis le retrait syrien, pour le poste maronite de Beyrouth. Au bout de quelques semaines de tractations politiques, les autres candidats se désistent en sa faveur, avec le soutien de forces de l'Alliance du 14 Mars et du leader du Courant du Futur Saad Hariri. Elle est élue d'office et devient membre de la majorité parlementaire.
Nadim Bachir Gemayel remplace sa mère au siège de député après sa victoire aux élections de 2009.